# كلية الهندسة الإلكترونية (جامعة المنوفية)
كلية الهندسة الالكترونية هي كلية مصرية تابعة لوزارة التعليم العالي، أُنشئت تحت اسم المعهد العالي للإلكترونيات. قبل أن يتغير اسمها إلى كلية الهندسة الإلكترونية بقرار من رئيس مجلس الوزراء في سنة 1975، وحولت تبعيتها من وزارة التعليم العالي إلى جامعة طنطا. أنشئت جامعة المنوفية بالقانون برقم 93 لسنة 1976 الصادر في 14/8/1976 م والذي يقضى بأن تتكون جامعة المنوفية من الكليات التابعة لجامعة طنطا بشبين الكوم ومنوف لكى تشارك مع باقي جامعات مصر في تأدية رسالة التعليم الجامعي في مصر ثم صدر قرار رئيس مجلس الوزراء رقم 1142 لسنة 1976 والصادر في 25/11/1976 بتبعية كلية الهندسة الإلكترونية إلى جامعة المنوفية.
وتعتبر كلية الهندسة الإلكترونية - جامعة المنوفية الوحيدة في الجامعات والمعاهد المصرية والعربية والأفريقية التي تهتم بتخصص واحد في علوم الهندسة وهو علم الإلكترونيات حيث أن السنة الأولى تعتبر عامة لجميع الأقسام الطلاب ويبدأ التخصصات بداية من السنة الثانية (بنظام الساعات المعتمدة) الى أقسام تخدم في مجال هندسة الاتصالات والتحكم والإلكترونيات الصناعية وهندسة وعلوم الحاسب.
وتبلغ مساحة الكلية 52,000 م2 (اثنان وخمسون ألف متر مربع) أي ما يوازي 13 فدانا، والكلية تشتمل على خمس مدرجات والعديد من المعامل التخصصية والبحثية، ومكتبة ذات ثلاث صالات وصالتي حاسب آلي لخدمة الطلاب، وعدد 3 صالات رسم، وعدد 6 ورش، وعدد 3 صالات للحاسبات، علاوة على عدد من الفصول الدراسية وحجرات أعضاء هيئة التدريس والهيئة المعاونة والإداريين العاملين، بالإضافة إلى منشآت الأنشطة الرياضية والثقافية والفنية والاجتماعية والمدن الجامعية لطلاب الكلية، ومنشآت أخرى تحت الإنشاء .

## رسالة الكلية
رسالة كلية الهندسة الالكترونية بجامعة المنوفية تخريج مهندسين منافسين في مجالات الهندسة الالكترونية المختلفة وتقدم الكلية برامج أكاديمية مميزة لدعم الخريجين بالمعارف الأساسية والمهارات التي تتوافق مع المعايير القومية والعالمية. كما تعد الكلية خريجين مدربين على إدارة المشروعات الهندسية في المجالات الالكترونية المختلفة مع الوعي الكامل باحتياجات المجتمع ومشاكل البيئة في إطار الالتزام بأخلاق المهنة. كما تمتد رسالة الكلية أيضا لتقديم برامج الدراسات العليا والبحوث والاستشارات الهندسية لخدمة متطلبات المجتمع وسوق العمل.

## رؤية الكلية
تتطلع كلية الهندسة الالكترونية في جامعة المنوفية أن تتبوأ مكانة رائدة بين كليات الجامعات العالمية في مجال الهندسة الالكترونية.

## القيم والمبادئ
- الالتزام بمبادئ وقيم النزاهة الأكاديمية والمهنية في جميع أنشطة الكلية.
- احترام حقوق الملكية الفكرية، والالتزام بالموضوعية في الممارسات .
- إتاحة البيانات، وتوفير المعلومات عن الأداء الذاتي والمعرفة لكافة أفراد المجتمع ومؤسسات المختلفة.
- تبني منظومة تحتوي على مبادئ وقواعد أخلاقية حاكمة للممارسات على كافة المستويات في مختلف المجالات والنظم لضمان الحياد والموضوعية ووضع ضوابط وأدوات للمراجعة والمحاسبة المرتبطة بالسلوكيات والممارسات.
- الالتزام بالجودة والتميز والإبداع والتطوير وحرية الفكر والبحث.

## موقع الكلية على الإنترنت
يوجد موقع للكلية على الإنترنت باللغتين العربية والإنجليزية، به معلومات هامة عن الكلية:
- http://mu.menofia.edu.eg/FEE/Home

## الأقسام العلمية
- قسم هندسة الإلكترونيات والاتصالات الكهربية.
- قسم هندسة الإلكترونيات الصناعية والتحكم.
- قسم هندسة وعلوم الحاسبات.
- قسم الفيزيقا والرياضيات الهندسية.

يقوم كل قسم من الأقسام العلمية بتدريس المقررات وإجراء الأبحاث التي تقع في مجال تخصصه، ويحدد مجلس الكلية الأقسام التي تقوم بتدريس المقررات البينية (إن وجدت)، على أن يتم تدريس المقررات الهندسية التي تقع خارج نطاق الأقسام العلمية بالكلية ومقررات الإنسانيات والعلوم الاجتماعية والثقافة العامة من أعضاء هيئة تدريس متخصصين من خارج الكلية أو من الجامعات والمراكز البحثية المعترف بها.

## الدرجـات العلميـة
تمنح الكلية الدرجات العلمية التالية:
- درجة البكالوريوس.

تمنح جامعة المنوفية بناءً على طلب مجلس كلية الهندسة الالكترونية درجة بكالوريوس الهندسة الالكترونية (بنظام الساعات المعتمدة) في أحد البرامج الآتية:
البرامج الأساسية:
1. برنامج هندسة الالكترونيات والاتصالات الكهربية .
2. برنامج هندسة الالكترونيات الصناعية والتحكم.
3. برنامج هندسة وعلوم الحاسبات.

البرامج النوعية:
1. برنامج هندسة الاتصالات والشبكات.
2. برنامج هندسة التحكم الصناعية (ميكاترونيات عمليات التحكم روبوتات الانظمة المدمجة).
3. برنامج الهندسة الطبية الحيوية والتكنولوجيا.
4. برنامج هندسة الأمن السيبرانى وتحليلات البيانات.

ويجوز لمجلس الجامعة بناءً على طلب مجلس الكلية الموافقة على إنشاء برامج تخصصية جديدة ذات طبيعة خاصة، مقترحة من الأقسام العلمية بالكلية، متى توافرت المكانيات البشرية والمادية اللازمة لحسن سير العمل بها مع اتخاذ الإجراءات اللازمة لذلك، على ألا يبدأ العمل بها إلا بعد موافقة المجلس الأعلى للجامعات وصدور القرار الوزاري الخاص بها.
- درجة دبلوم الدراسات العليا.
- درجة الماجستير.
- درجه الدكتوراه.

## أسماء العمداء السابقين للكلية
- السيد المهندس / محمد حنفي فاضل

بكالوريوس هندسة القوى الكهربية - جامعة عين شمس 1957
عميد المعهد العالي للإلكترونيات في الفترة من 20/7/1965 إلى 8/9/1965
- السيد الدكتور / مصطفى محمد طلحة

دكتوراة العلوم في الهندسة عام 1965 من تشيكوسلوفاكيا
عميد المعهد العالي للإلكترونيات في الفترة من 9/9/1965 إلى 17/8/1968
- السيد الدكتور / يحيى طنطاوي محمد

دكتوراه في الهندسة الإلكترونية عام 1966 - جامعة براغ تشيكسلوفاكيا
قائم بعمل عميد المعهد العالي للإلكترونيات في الفترة من 20/8/1968
عميد المعهد العالي للإلكترونيات في الفترة من 31/12/1973
قائم بعمل عميد (الكلية) في الفترة من 27/10/1975
عميد الكلية في الفترة من 5/5/1976 إلى 31/12/1976
- السيد الدكتور / عبد الحي الأعسر

دكتوراه الفلسفة في العلوم عام 1967
قائم بعمل عميد الكلية في الفترة من 1/1/1977 إلى 8/5/1978
- السيد الدكتور / سعد محمد وهيبة

دكتوراه في تكامل العمليات- من جامعة درسدن ألمانيا الشرقية
قائم بعمل عميد عميد الكلية في الفترة من 4/10/1977 إلى 31/8/1978
- السيد الدكتور / عبد السلام علي زين العابدين الحملاوي

دكتوراه في أجهزة القياس عام 1966 من تشيكوسلوفاكيا
قائم بعمل عميد الكلية في الفترة من 1/9/1978 إلى 1/11/1980
- السيد الدكتور / إبراهيم محمد الدكاني

دكتوراه في هندسة الإلكترونيات الدقيقة عام 1972
عميد الكلية في الفترة من 1/11/1980 إلى 1986
- السيد الدكتور / أحمد على منتصر

دكتوراه الفلسفة في العلوم الهندسية - تخصص تحكم آلي وحاسبات من أكاديمية العلوم المجرية عام 1977
عميد الكلية في الفترة من 1/11/1986 إلى 31/10/1992
- السيد الدكتور / فرج زكي الحلفاوي

دكتوراه الفلسفة في الهندسة النووية - تفاعل الإشعاع مع المواد- جامعة الإسكندرية 12/1980
عميد الكلية في الفترة من 1/11/1992 إلى 14/11/1998
- السيد الأستاذ الدكتور / كمال حسن عوض الله

دكتوراه الهندسة تخصص هوائيات جامعة برمنجهام - إنجلترا 24/2/1978
عميد الكلية من 18/11/1998 إلى 18/11/2001
- السيد الدكتور / حسام الدين حسين أحمد

Ph. D in June 1983(High Institute of Electronic & optic-
Paul Sabatier University- Toulouse- France).
عميد الكلية اعتباراً من عام 2002 حتى 2004
- السيد الدكتور / سعيد الصيرفى

دكتوراة في...
قائم بأعمال عميد الكلية من... حتى...
- السيد الدكتور / محمد مبروك شرف

دكتوراة في...
عميد الكلية من عام 2004 حتى...
- السيد الدكتور / عاطف السيد أبوالعزم

دكتوراة في ال coding
عميد الكلية حتى 2011
- السيد الدكتور / سعيد الحلفاوى

عميد الكلية من 2011 حتى 2015
- السيد الدكتور /محمد عبد العظيم البردينى هندسه الالكترونيات الصناعيه والتحكم

عميد الكلية من 2015 وحتي 2019
- العميد الحالي الدكتور/ أيمن السيد عميرة : عميد الكلية من 2019 وحتي الان [2]

## عدد الطلاب المقيدين مرحلةالدراسات العليا
- دبلوم 299.
- ماجستير9876.
- دكتوراه 13.

## العدد الإجمالي لطلاب المرحلة الجامعية الأولى
يوجد حوالى 4928 طالبا مقيدا بالكلية بالفرق الدراسية الخمسة.

## مر
1. ↑  "كلية الهندسة الإلكترونية". مؤرشف من الأصل في 2023-05-31. اطلع عليه بتاريخ 2025-05-07.
2. ↑  "اعضاء المجلس مجلس الكلية - كلية الهندسة الإلكترونية بمنوف". mu.menofia.edu.eg. اطلع عليه بتاريخ 2024-08-06.